# Белово (город, Болгария)
Бе́лово (болг. Белово; болг. дореф. Бѣлово) — город в Болгарии. Находится в Пазарджикской области, административный центр общины Белово. Население составляет 3580 человек (2022).

## Политическая ситуация
Кмет (мэр) общины Белово — Костадин Варев (Народный Союз) по результатам выборов. Осенью 2017 года в отношении Варева выдвинуты обвинения в коррупции (в частности, по одному из эпизодов он присвоил средства от сдачи в металлолом труб старого водопровода после их смены на новые). Варев был оправдан судом и выступил с ответным иском к прокуратуре, оценив свой ущерб в 100 тысяч левов.
В городе расположено представительство Болгарского национального фронта.

## География
Город расположен в горной местности между Рилой, Родопами и Балканскими горами. Река Яденица, проходящая через центр города, отделяет Рилу от Родоп. В городе также протекает Марица. Начинаясь от Белово, к востоку простирается Горнофракийская низина. Город окружён со всех сторон широколистными лесами.

## История

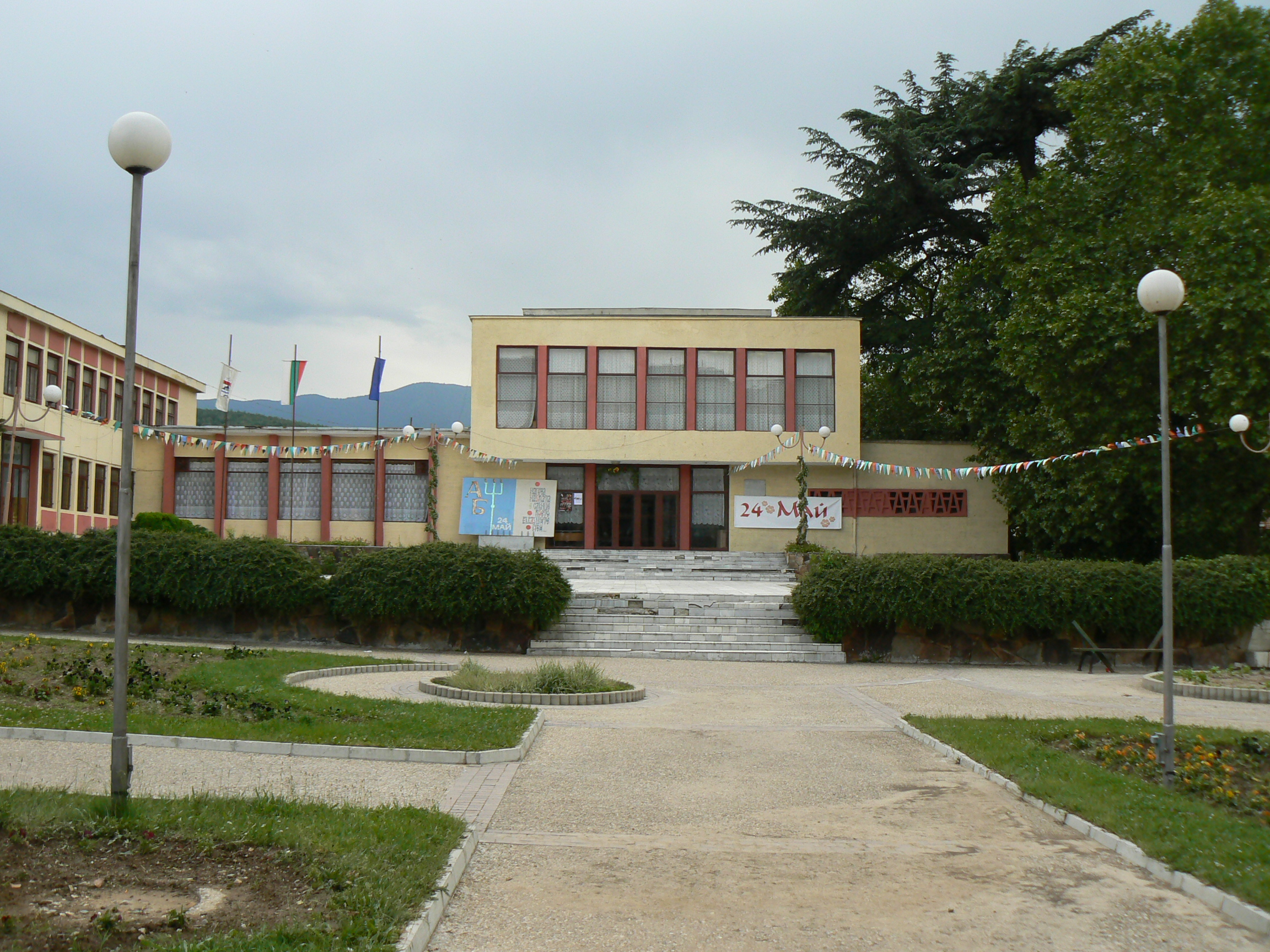
Читалище имени святых Кирилла и Мефодия

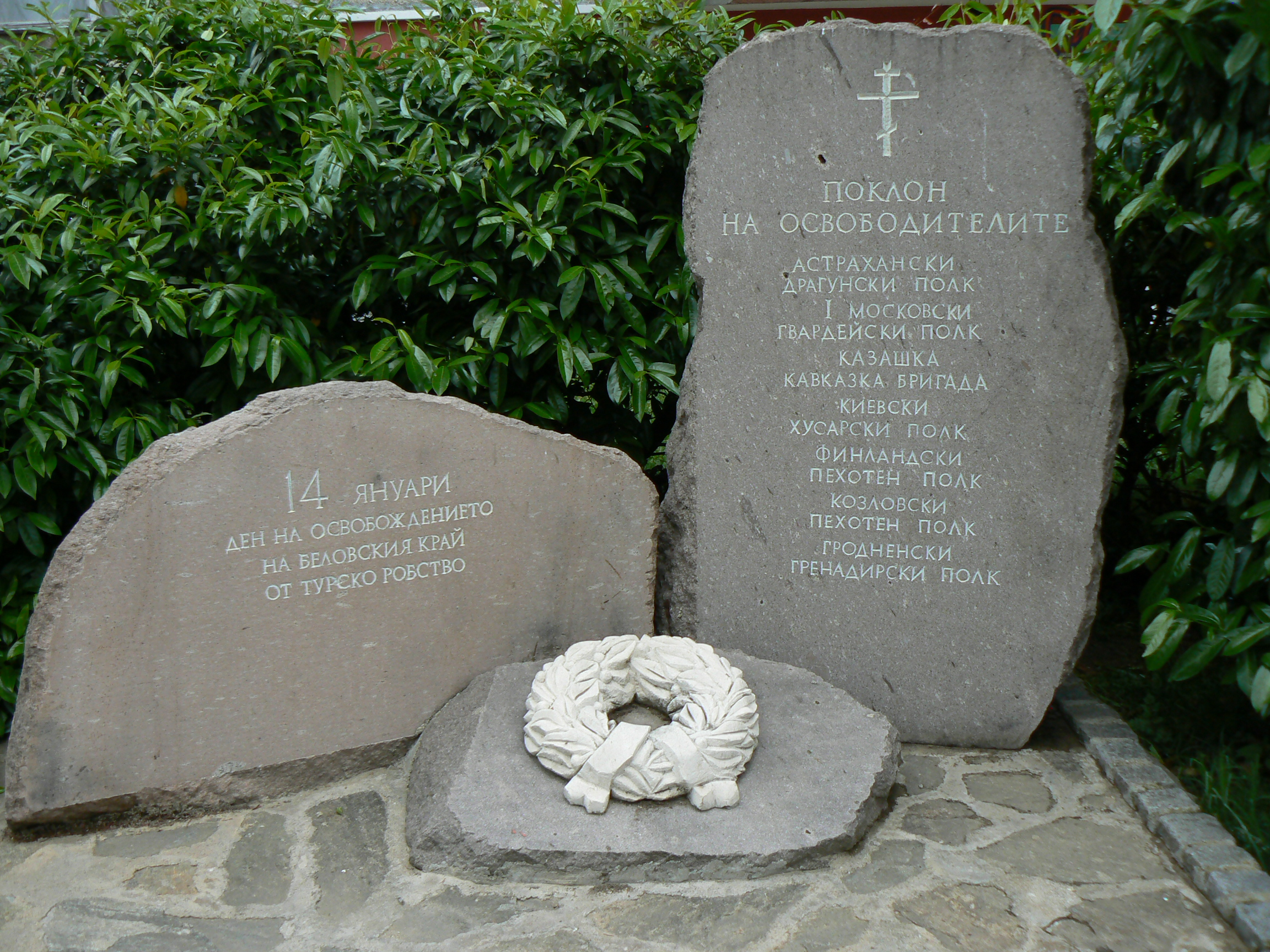
Памятник освободителям

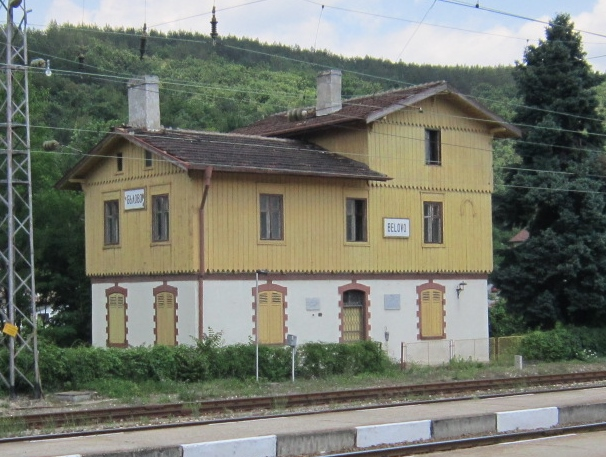
Старое здание вокзала

Первые следы человеческих поселений в окрестностях Белово восходят к неолиту. Открыты несколько стоянок VI—III тысячелетий до н. э., крепости и руины десятков поселений разных эпох. Обнаружена фракийская купольная гробница из обработанного камня, с диаметром купола 5,3 метра. В VI веке в регионе поселяется часть славянского племени драговитов.
К VI веку относится и расположенная в 1,5 км к югу от с. Голямо-Белово церковь, известная как Беловская базилика. У церкви располагался древний город Левке, занимавший около 8 га. В 813 году хан Крум присоединяет беловский край к болгарской державе.
В 1378 году в районе проходила героическая оборона крепости Раковица. Позже в окрестностях Белово оформился один из центров гайдукского движения. Тут действовали отряды воевод Секула, Страхила, Сирмы Крыстевой и др.
Во время болгарского Возрождения село Голямо-Белово (Большое Белово) становится важным экономическим и духовным центром, отсюда вышли видные деятели национально-освободительного движения — Евстатий Пелагонийский, Никола Попов (Крец), Кузман Поптомов, Михаил Радулов, Мито Радулов и другие.
К этому периоду относится трёхнефная одноапсидная базилика с притвором, построенная в 1806—1813 годах. Церковь была расписана в 1844 году самоковским мастером Петракием Костовичем. Замечательным произведением периода болгарского Возрождения является и резьба по дереву на иконостасе, выполненная мастерами Банско-Разложской школы. Часть икон написал Христо Димитров (отец Захария Зографа). Белово становится городом в 1869 году в связи с прокладкой железной дороги барона Гирша на Константинополь. Район становится важным центром лесозаготовок и деревообрабатывающей промышленности.
В 1873—1875 годах телеграфистом и начальником станции Белово работал болгарский революционер Тодор Каблешков. В 1874 году он основал читалище «Искра» и готовил беловцев к предстоящей революции. Население края активно участвовало в Апрельском восстании 1876 года. Более 20 человек из Белово присоединились к отряду Бенковского — среди них Мартин Тачков, самый молодой участник, и Мария Сутич, единственная в отряде женщина.
13—14 января (по старому стилю) 1878 года беловский край освобождён бойцами Астраханского драгунского полка, Первого Московского гвардейского пехотного полка и Кавказской казачьей бригадой. Киевскому гусарскому полку помогали сотни местных добровольцев в операции по освобождению Чепинской долины.
В 1908 году на линии Белово-Эдирне началась забастовка работников транспорта, это помогло Болгарии объявить о своей полной независимости на фоне младотурецкой революции в Османской империи.
До 1966 года поселение вокруг железнодорожной станции называлось Гара-Белёво, а 26 декабря 1968 года указом Государственного совета НРБ Белово получил статус города с присоединением к нему села Малко-Белово.

## Экономика
В Белово расположен большой завод по производству салфеток, бумажных платочков, туалетной бумаги под маркой «Belana» — АО «Завод за хартия Белово». Завод был приватизирован греческим инвестором. Часть продукции поставляется на экспорт в 25 государств.
Другой важной отраслью экономики является бутилирование минеральных вод и производство безалкогольных напитков. Действуют предприятия деревообработки.

## Люди
- Методиев, Димитр Христов
- Снежина, Елена (1881—1944) —  болгарская драматическая актриса.

## Города-побратимы
По состоянию на 2012 год у Белово 4 города-побратима:
- Невинномысск (Россия)
- Кванджу (Республика Корея)
- Пицунда (Абхазия)
- Сумгаит (Азербайджан)